# Stymfalía
Stymfalía (Stymfalia, Stymphalia) är en ort i Grekland.   Den ligger i prefekturen Nomós Korinthías och regionen Peloponnesos, i den södra delen av landet, 110 km väster om huvudstaden Aten. Stymfalía ligger 616 meter över havet och antalet invånare är 151.
Terrängen runt Stymfalía är kuperad åt sydost, men åt nordväst är den bergig. Runt Stymfalía är det glesbefolkat, med 20 invånare per kvadratkilometer. Närmaste större samhälle är Nemea, 17,7 km öster om Stymfalía. 